# 陳維端
陳維端（Charles W D Chan，1952年—），香港執業會計師、民建聯成員，現任國富浩華（香港）主席
陳葉馮會計師事務所合伙人、第十屆全國人民代表大會代表選舉會議成員。

## 兼任上市公司董事
1. 華凌集團有限公司
2. 三和集團有限公司
3. 國訊國際有限公司
4. 五礦資源有限公司
5. 中大國際控股有限公司
6. 茂盛控股有限公司
7. 莊士中國投資有限公司
8. 莊士機構國際有限公司
9. 湖南有色金屬股份有限公司
10. 錦恒汽車安全技術控股有限公司
11. 中聯石油化工國際有限公司

## 專業團體成員
- 特許公認會計師公會資深會員
- 香港會計師公會資深會員
- 香港稅務學會資深會員
- 香港華人會計師公會會員
- 執業資深會計師
- 香港特別行政區第一屆政府推選委員會委員
- 中華海外聯誼會理事
- 上海海外聯誼會理事
- 廣州市政協委員
- 中華人民共和國香港特別行政區第九屆全國人民代表大會代表選舉會議成員
- 中華人民共和國香港特別行政區第十屆全國人民代表大會代表選舉會議成員
- 香港律師公會律師紀律審裁組非法律專業委員香港會計師公會紀律小組委員
- 香港貿易發展局專業服務諮詢委員會委員
- 廣州民營經濟發展研究會名譽顧問
- 香港會計師公會紀律小組委員
- 香港律師公會律師紀律審裁組非法律專業委員
- 香港貿易發展局專業服務諮詢委員會委員
- 內幕交易審裁處非公職委員

## 外部連線
- 陳維端有關陳葉馮管理層資料
- 会计业者北上前路广阔——访陈叶冯会计师事务所首席董事陈维端